# Múa trên đùi

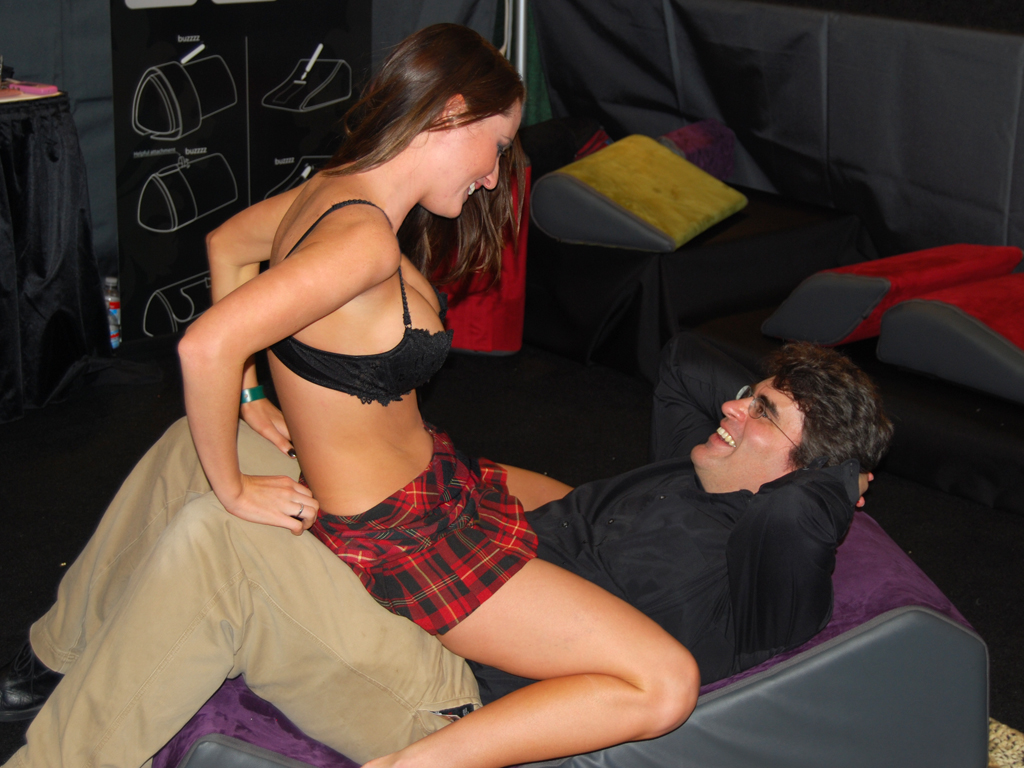
Trình diễn múa đùi hoặc tiếp xúc trên ghế sofa tại Triển lãm Giải trí người lớn AVN 2008

Một điệu múa đùi/ lap/ lòng hoặc múa tiếp xúc là một loại màn trình diễn múa kích dục được cung cấp trong một số câu lạc bộ thoát y, trong đó các vũ công thường có sự tiếp xúc cơ thể, thường là ngồi, với đùi và bụng của một người bảo trợ ngồi. Múa đùi khác với múa bàn, trong đó vũ công gần với một người bảo trợ ngồi, nhưng không có sự tiếp xúc cơ thể. Với điệu múa đùi, vũ công có thể khỏa thân, ngực trần hoặc ăn mặc hở hang, tùy thuộc vào luật pháp của khu vực và chính sách của câu lạc bộ. Với các điệu múa đùi tiếp xúc đầy đủ, vũ nữ thoát y có thể tham gia vào quan hệ tình dục không xâm nhập với người bảo trợ, chẳng hạn như "mài" cơ thể của mình đối lại người bảo trợ (patron). Các thuật ngữ biến thể bao gồm múa ghế sofa là một điệu múa đùi nơi khách hàng ngồi trên một chiếc ghế sofa. Ở một số nơi, một "phiên khối" của các điệu múa đùi (thường là nửa giờ đến một giờ) có thể được đặt trong một "phòng sâm banh", đó là một phòng riêng thường nằm ở phía sau của một câu lạc bộ. Trong nhiều câu lạc bộ, thời lượng của một điệu múa đùi được đo bằng độ dài của bài hát được chơi bởi DJ của câu lạc bộ. Phí cho các điệu múa đùi khác nhau đáng kể.
Tùy thuộc vào quyền tài phán địa phương và các tiêu chuẩn cộng đồng, các điệu múa đùi có thể liên quan đến việc chạm vào vũ công bởi người bảo trợ, chạm vào người bảo trợ bởi vũ công, hoặc cả hai. Trong một số câu lạc bộ, bất kỳ chạm vào người bảo trợ đều bị cấm. Mặt khác, vắng mặt bất kỳ sự giám sát nào của câu lạc bộ, các cấp độ liên lạc khác nhau có thể được thương lượng giữa những người tham gia. Các câu lạc bộ rất khác nhau về việc họ có thực thi các quy tắc của mình hay nhắm mắt làm ngơ trước mọi vi phạm.
Có một số tranh luận về việc múa đùi là giải trí hay một loại hình công việc tình dục. Những người chỉ trích cáo buộc múa đùi rằng một số chủ sở hữu câu lạc bộ, bằng cách cài đặt gian hàng riêng tối và sạc vũ phí giai đoạn dốc, đang ngấm ngầm túng và khuyến khích việc bán hành vi tình dục giữa khách hàng và vũ công. Điều này có thể là một mối quan tâm nếu, ví dụ như ở Vương quốc Anh, câu lạc bộ có giấy phép giải trí công cộng chứ không phải giấy phép thành lập giới tính, và tại các khu vực pháp lý nơi nhà thổ là bất hợp pháp. Theo tờ The Guardian của Anh, "Nghiên cứu cho thấy phần lớn phụ nữ trở thành vũ công trong tình trạng nghèo đói và thiếu lựa chọn."